# Budakeszi
Budakeszi [ˈbudɒkɛsi] (deutsch Wudigess) ist eine ungarische Stadt im gleichnamigen Kreis im Komitat Pest. Sie erhielt im Jahre 2000 den Status einer Stadt. Der Ort wurde von Donauschwaben gegründet.

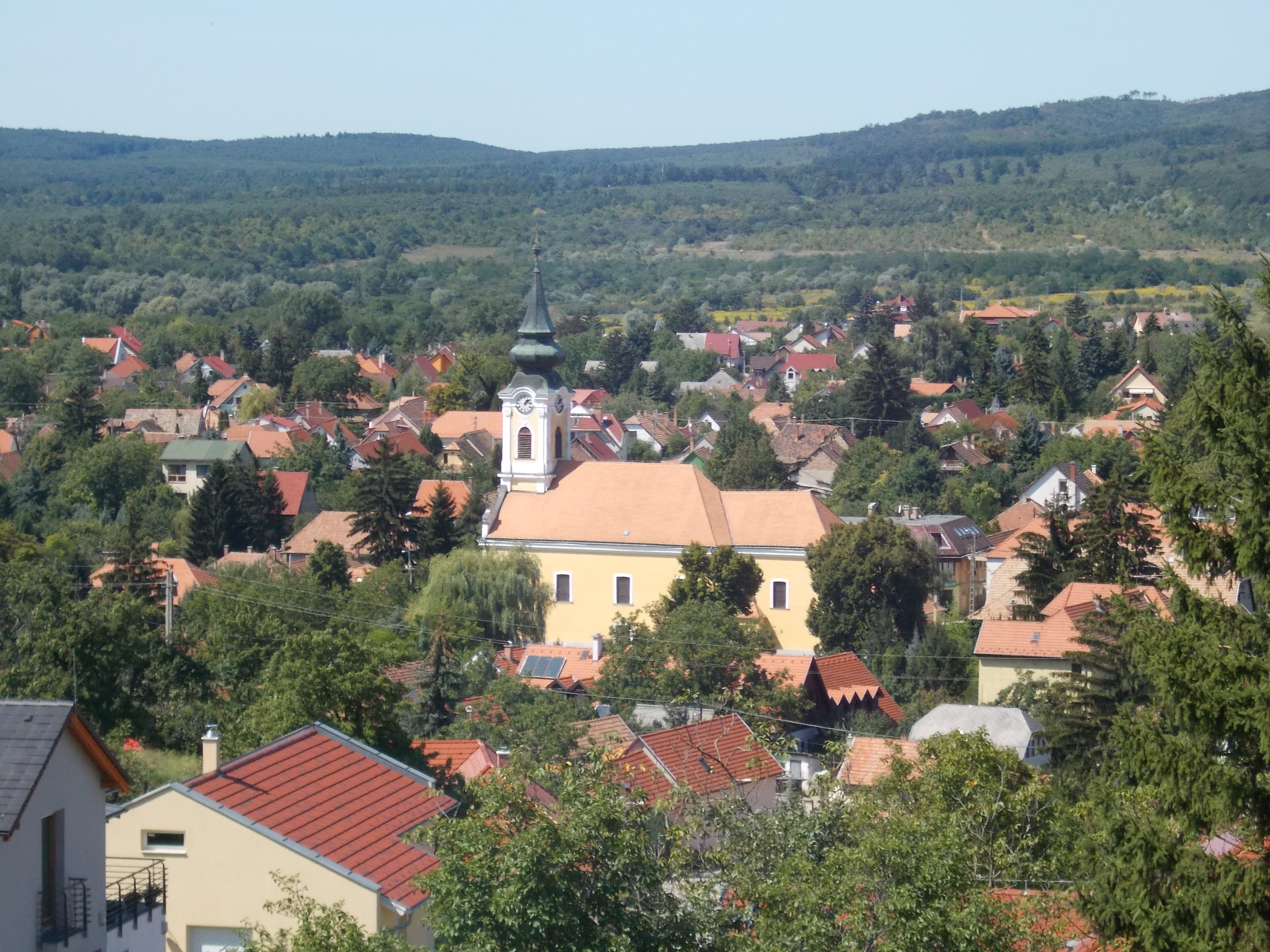
Blick auf Budakeszi mit römisch-katholischer Kirche

## Geografische Lage
Budakeszi liegt am westlichen Stadtrand von Budapest, neun Kilometer nordwestlich des Zentrums der Hauptstadt. Nachbargemeinden sind Nagykovácsi, Páty und  Budaörs.

## Geschichte
Budakeszi war schon in der Steinzeit bewohnt, urkundlich wurde die Ortschaft aber erst 1296 erwähnt. Nach der türkischen Eroberung war das Gebiet fast völlig unbewohnt. Danach kamen die Donauschwaben, die von István Zichy, dem neuen Grundherren, im 17. Jahrhundert eingeladen wurden und den Ort im 18. Jahrhundert mit aufbauten. 
In Budakeszi wurden hauptsächlich Wein- und Obstbau betrieben. Im späten 19. Jahrhundert wurde jedoch der Weinbau von einer verheerenden Rebseuche getroffen, was zu einer Abwanderung der Arbeitskräfte nach Budapest führte. 
Im Jahr 1913 gab es in der damaligen Großgemeinde 849 Häuser und 5233 Einwohner auf einer Fläche von 7716 Katastraljochen. Sie gehörte zu dieser Zeit zum Bezirk Bia im Komitat Pest-Pilis-Solt-Kiskun.
Bis nach dem Zweiten Weltkrieg hatte die Ortschaft eine bedeutende Donauschwäbische Mehrheit, nach 1946, dem Jahr der großen Vertreibung der Deutschen, wurden diese zur Minderheit. Den diesbezüglichen kulturellen Hintergrund kann man aber nach wie vor sehr stark in der Gemeinde fühlen. Ab 1989 bemühte sich die Stadt Neckarsulm mit einer Patenschaft um die Beziehung mit der Budakesser Gemeinschaft.
Das klimatisch begünstigte Budakeszi wurde zu einem beliebten Naherholungsgebiet für die Bevölkerung der Hauptstadt. In Budakeszi befindet sich ein landesweit bekanntes Lungensanatorium. Die umgebende Hügellandschaft ist ein bekanntes Wandergebiet.

## Städtepartnerschaften
- Balog nad Ipľom, Slowakei
- Biecz, Polen
- Delbrück-Westenholz, Deutschland
- Dyjda (Дийда), Rajon Berehowe, Ukraine
- Lich, Deutschland
- Miercurea Ciuc, Rumänien
- Neckarsulm, Deutschland, seit 1993[3]
- St. Margarethen an der Raab, Österreich
- Zschopau, Deutschland, seit 2023[5]

## Persönlichkeiten
- Die Familie des früheren deutschen Außenministers Joschka Fischer stammt aus Budakeszi. Fischers Vater war ein bekannter Dorfmetzger. Joschka Fischer ist inzwischen Ehrenbürger der Stadt.[6]
- Josef de Ponte (1922–2006), deutscher Maler und Graphiker, Schwerpunkt Kunst am Bau, Glasmalerei, u. a. über 120 Werke in öffentlichen Bauten in Deutschland und mehreren Ländern Europas, Ehrenbürger von Budakeszi seit 2003.
- Thomas Gerhard Ring (1936–2009), deutscher katholische Theologe, in Budakeszi geboren
- János Riesz (* 1941), deutscher Sprach- und Literaturwissenschaftler, Hochschullehrer in Bayreuth, in Budakeszi geboren
- Gábor Gellér (* 1958), Skispringer, in Budakeszi geboren

## Verkehr
In Budakeszi treffen die Landstraßen Nr. 1102, Nr. 1103 und Nr. 8102 aufeinander. Die Stadt ist mit Budapest durch die Buslinien 22 und 222 verbunden.